# 오만의 야생

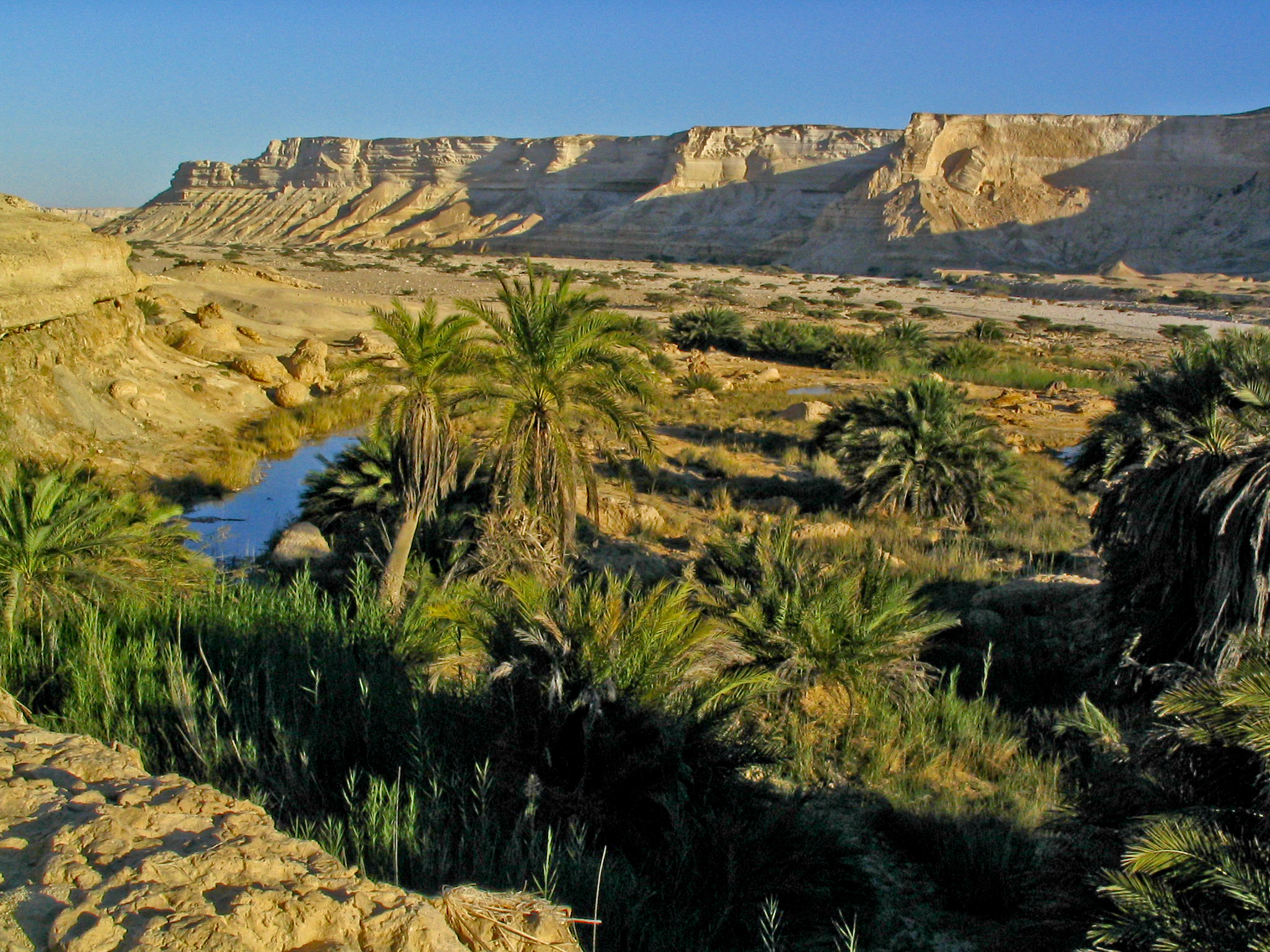
오만 사막 풍경의 오아시스

오만의 야생생물은 아라비아반도 남동쪽 구석에 있는 이 나라 동식물로 오만만과 아라비아해 연안이 있다. 기후는 남동쪽 해안을 제외하고 덥고 건조하며 산, 계곡, 사막, 해안 평야, 해안 등 야생 생물의 서식지가 풍부하다.

## 지리학

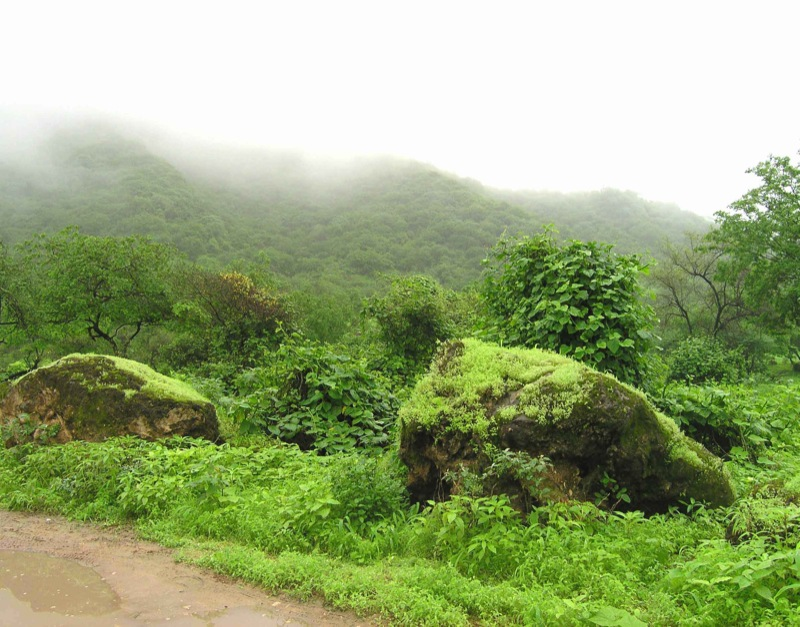
살 랄라 근처 오만 남부의 안개로 뒤덮인 도파 르 산맥

그 나라의 북쪽에는 호르무즈 해협 옆에 가파른 해안선이 있는 작은 외곽이 있다. 이것은 무산담 반도에서 일부 아랍에미리트에 의해 오만의 다른 지역과 떨어져 있다. 오만 중심부 북쪽에 있는 나라는 산악지대로 알 하잘 산맥은 약 3000m(1만 피트)에 이른다. 그것들은 오만만의 해안과 평행하게 달리고 있고, 그 사이에 좁은 해안 평야가 있다. 여기에는 몇 개의 와지가 교차하고 있고, 몇 개의 오아시스가 있다. 중앙오만은 사우디아라비아의 루브르 알 할리 사막에 둘러싸인 대지로 이뤄져 있다. 오만 동부와 남부 해안선은 불모이다. 동국 남부의 도팔현에서는, 산은 동서 방향으로 이어져 있어 자발·삼한이나 제벨·카말등이 있다.
기후는 일반적으로 매우 덥고 한여름에는 40도(104도) 이상의 기온으로 상승한다. 북부 하잘 산맥에서는 연간 약 25cm(10인치)의 비가 오지만 연안부에 비나 안개를 일으키는 계절성 남동몬순인 습기가 많은 남동연안을 제외하고 대부분 건조하다. 여름에는 아라비아 반도 전체의 날씨 패턴이 매우 불안정하고, 저기압이 이 지역에 정체한다. 저 알베도 사막의 내부는 뜨거워지고 열기는 상승하지만 습도가 너무 낮아 구름이 끼지 않는다. 그러나 먼지는 높이 날아올라 흔히 볼 수 있는 뿌연 상태를 만들어 낸다.

## 플로라
아라비아 동부에는 400종 이상의 식물이 기록되어 있다. 가장 유명한 것은 아마도 오만 남부, 예멘, 소말리아 북부의 산에만 있는 프랑킨 나무, 보스웨리아 사쿠라일 것이다. 해안의 많은 지역은 바위투성이지만 알 바티나 지방과 도파르 지방의 해안 평야는 모래언덕과 염분이 많은 늪지대로 가장자리를 이루고 있다. 이곳에서는 소금을 좋아하는 식물이 자라고 있으며, 우세한 종으로는 시고필라과, 바다소, 흰망그로브 등을 들 수 있다. 알바티나 내염식물의 상당수는 남해안 식물과 달리 이라노투라니아 지방에도 살소라 드라몬드, 비에넬티아 시클롭테라, 살소라 로스마린 등의 식물을 볼 수 있다.
초염분 상태의 소금의 평지는, 일반적으로 식생이 없는 것이 특징이다. 염분 농도가 비교적 낮기 때문에 이들 사구 안의 작은 사구에 식물의 생명을 머무를 수 있는 경우도 있다.
이 나라의 남쪽에서는 몬순 강우가 더 건조한 지역에는없는 풍부한 초목을 만든다.

## 동물 군

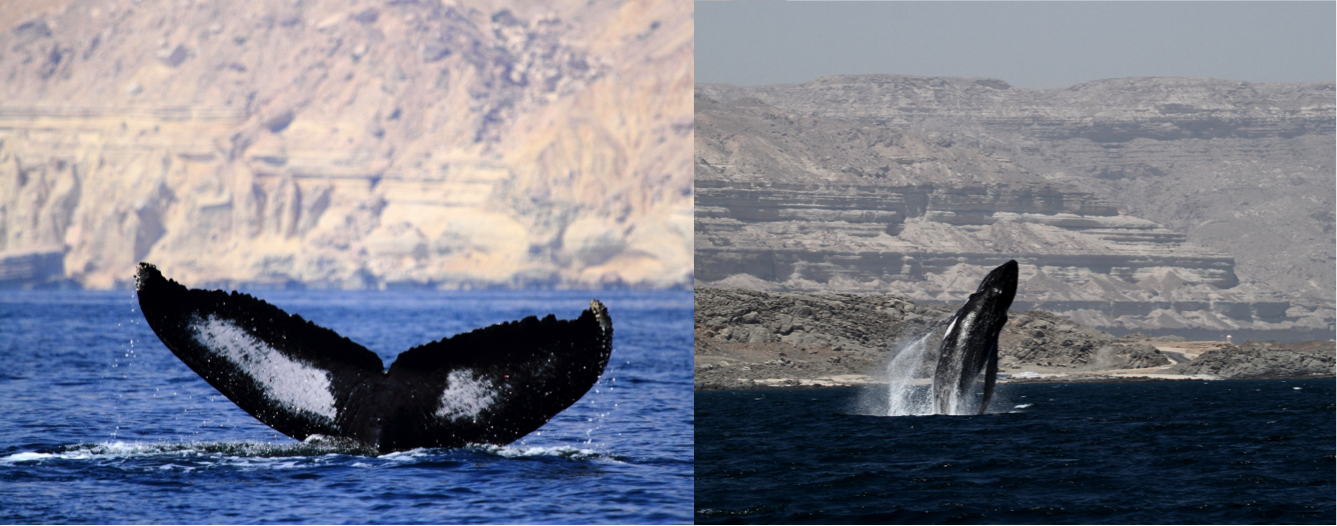
도파 르의 아라비아 향유 고래

아라비아표범이 살아남는 마지막 장소 중 하나는 오만 남부 도화산이다. 멸종 위기에 처한 큰 고양이를 보호하기 위해 자발 삼한 자연보호구역이 설치된 보호구역에 있는 다른 육식 동물로는 줄무늬 하이에나, 블랑포드의 여우, 아라비아 삵 등이 있다. 오만 중심부에는 광대한 자갈이 많은 사막이 있고 식생은 거의 없다. 아라비안 오릭스 보호구역은 아라비안 오릭스의 보호를 돕기 위해 이곳에 설치되었으며 샌드 가젤, 마운틴 가젤, 누비안 이벡스, 꿀 오소리, 레드폭스, 카라칼, 샌드캣, 아라비안 야마네코의 보호구역이기도 하다.
오만에서 500여 종의 새가 기록돼 있다. 개중에는 거주자도 있고 봄이 되어 번식해 가을까지 출발하는 종도 있다. 갯벌이나 라군이 있는 동해안에는 여러 종류의 섭 금류가 찾아 홍수림 지역에는 붉은 독수리와 물총새가 서식한다. 해안과 앞바다 섬들에는 갈매기와 바다거북이가 서식한다. 북부 산악지대에는 많은 말벌들이 지나다니고 사막지대에는 멸종위기에 처한 호바라바스타드, 도롱뇽, 사막 종달새, 피트, 밀, 번트 등이 서식하고 있다. 산에는 황금독수리와 이집트 독수리가 모여든다. 남부의 도팔 지방에는 다종 다양한 번식종과 이동종이 있다. 오만 올빼미는 2013년 발견된 올빼미의 일종으로 오만 고유의 유일한 새로 여겨진다.
오만에는 약 64종의 파충류가 있다. 그 중에는 도마뱀 스킨크 야모리 아가마 카멜레온이 포함되어 있다. 뱀 종 대부분은 무해하지만 희귀한 뿔이 있는 개불벌레 양탄자매불 퍼후어더 코브라는 독이 있다. 양서류는 단 3 종으로, 그 중 1 종은 도파르트 두꺼비이다. 그 나라에서 발견되는 민물고기의 수는 한정되어 있다. 오만갈라는 북부의 산에서 볼 수 있는 물고기 중 하나이며 동굴에 사는 맹목 물고기도 있다.

## 보존
오만은 야생 생물을 보호할 필요성을 인근 나라보다 잘 알고 있다. 지구 규모의 문제에 관한 많은 조약에 서명하고 자연 보호 구역으로서 많은 지역이 확보되어 있다. 멸종 위기에 처한 바다거북의 번식지인 해안을 보호하기 위한 대책이 마련돼 표범보호신탁이 설립되었고, 아라비아오릭스보호구가 1994년 유네스코 세계유산으로 등재됐다. 하지만 오만 정부는 이후 석유를 채굴할 수 있도록 보호지역 규모를 90%가량 줄였고 2007년 이 보호구역은 세계유산 최초로 등록 해제됐다.

## 같이 보기
- 마시라 섬